# Robert Maurer
Robert D. Maurer (Arkadelphia, 20 de julho de 1924) é um físico estadunidense.
Exerceu um papel de liderança na invenção da fibra óptica.

## Biografia
Maurer nasceu em Arkadelphia, ou de acordo com outras fontes em Richmond Heights (Missouri). Em 1943 alistou-se na United States Army Reserve e começou a estudar na Universidade do Arkansas. Foi logo convocado para o serviço ativo, e começou a se preparar para o estudo de engenharia durante ca. 1 ano no colégio estadual de Huntsville (Texas). Em 1944 embarcou em um navio com a 99ª Divisão de Infantaria (Estados Unidos) para combater na França e Bélgica a longo da fronteira com a Alemanha durante a Segunda Guerra Mundial. Foi ferido por uma mina terrestre, passando 20 meses no hospital antes de ir para a reserva, condecorado com a Purple Heart.
Suportado pela GI Bill, Maurer retornou em 1946 para a Universidade do Arkansas, para estudar engenharia química, mas em seguida mudou para física. Graduou-se em física em 1948 com o grau de B.S., trabalhando depois como graduado no Instituto de Tecnologia de Massachusetts. No inverno de 1951 obteve o doutorado.

## Corning
Em 1952 Maurer juntou-se ao departamento de física da Corning Glass Works, tornando-se gerente de seu grupo de física aplicada em 1960, onde aposentou-se em 1989. Em torno de 1966 Maurer tomou conhecimento do trabalho pioneiro de Charles Kao sobre fibras ópticas na companhia Standard Telephones and Cables no Reino Unido, iniciando um projeto para desenvolver tais fibras na Corning. Em 1970 Maurer e seus colegas Donald Keck e Peter Schultz projetaram e construíram a primeira fibra com perdas ópticas baixas o suficiente para uso em telecomunicação mediante um novo processo de deposição de dióxido de silício dopado com titânio em um tubo de quartzo usando a hidrólise de uma chama com sinterização, fundindo o material para formar a fibra. Eles demonstraram perdas ópticas tão baixas como 20 dB/km, que pela primeira vez indicava uma tecnologia prática

## Honrarias e condecorações
Maurer foi eleito membro da Academia Nacional de Engenharia dos Estados Unidos em 1979 e incluído no National Inventors Hall of Fame em 1993, e um fellow da American Ceramic Society, Instituto de Engenheiros Eletricistas e Eletrônicos e American Physical Society, e recebeu diversos prêmios, incluindo o Prêmio de Física Industrial do American Institute of Physics de 1978, o Prêmio Memorial Morris N. Liebmann IEEE de 1978, o Prêmio Internacional de Telecomunicações L.M. Ericsson de 1979 da Academia de Engenharia da Suécia, um grau honorário da Universidade do Arkansas em 1980, o Prêmio Conquista do Industrial Research Institute de 1986, o Prêmio John Tyndall da IEEE Photonics Society e da Optical Society of America de 1987, a citação do Laboratório de Pesquisa Naval dos Estados Unidos de 1989, o Prêmio Internacional para Novos Materiais da American Physical Society de 1989, o Prêmio Charles Stark Draper de 1999, a Medalha Nacional de Tecnologia e Inovação de 2000 e o Prêmio NEC C&C de 2007.

## Patentes
Maurer é detentor de 16 patentes, incluindo:
- US Patent 3,659,915: Fused Silica Optical Waveguide; Method of Producing Optical Waveguide Fibers
- US Patent 3,711,262: Optical Fibers